# Richard Maybery
Richard Aveline Maybery (1895. július 10. – 1917. december 19.) walesi származású brit katona, ászpilóta.

## Élete

### Ifjúkora
Maybery 1895-ben született Powys megyében, Brecon városában. Édesapja Avaline Maybery, édesanyja Lucy Maybery volt.

### Katonai szolgálata
Katonai szolgálatát a lovasságnál kezdte, és a 21. lándzsás század tagjaként harcolt Indiában. A lovasságtól a légierőhöz került, a Király Repülő Hadtest (Royal Flying Corps) kötelékébe. Pilótaképzését 1917-ben kezdte meg, és júniusra meg is szerezte pilótaigazolványát. Ezt követően az 56. brit repülőszázadhoz osztották be, s alig egy hónap leforgása alatt 6 légi győzelmet aratott (valamennyit Albatros típusú német gépek lelövésével), mellyel rövid időn belül a század legeredményesebb pilótájává vált. S.E.5 típusú repülőgépével sorra aratta légi győzelmeit, és alig öt hónap leforgása alatt már 20 igazolt légi győzelmet aratott. A katonai vezetés többek között bátor magatartásáért és eredményességéért kitüntette a brit Katonai Kereszttel (Military Cross). 1917. december 19-én utolsó bevetésére indult. Bourlon erdei fölött repült, amikor ellenséges repülőgépeket pillantott meg. Azonnal támadásba lendült, és néhány rövid percet követően az egyik Albatros D.V-ös lángolva zuhant a föld felé. Maybery követni akarta a lelőtt gépet, ám amikor egy bizonyos távolságba ért, a német légvédelem tűz alá vette S.E.5-ös repülőgépét, ami a súlyos találatoktól zuhanni kezdett. A repülőgépe Hayecourt falutól körülbelül 600 méterre csapódott a földbe Maybery pedig azonnal szörnyethalt.
Maybery halála mélyen megrendítette az 56. század tagjait, ugyanis legeredményesebb pilótájuk és kiváló bajtársuk elvesztése nagy mértékben demoralizálta a köteléket. Testét később hazaszállították és szülőfalujának templomában helyezték örök nyugalomra. 

### Légi győzelmei
| Sorszám | Dátum                | Egysége               | Repülőgépe                   | Ellenfele      |
| ------- | -------------------- | --------------------- | ---------------------------- | -------------- |
| 1       | 1917. július 7.      | 56. brit repülőszázad | Royal Aircraft Factory S.E.5 | Albatros D.V   |
| 2       | 1917. július 12.     | 56. brit repülőszázad | Royal Aircraft Factory S.E.5 | Albatros D.V   |
| 3       | 1917. július 16.     | 56. brit repülőszázad | Royal Aircraft Factory S.E.5 | Albatros D.V   |
| 4       | 1917. július 23.     | 56. brit repülőszázad | Royal Aircraft Factory S.E.5 | Albatros D.V   |
| 5       | 1917. július 27.     | 56. brit repülőszázad | Royal Aircraft Factory S.E.5 | Albatros D.III |
| 6       | 1917. július 31.     | 56. brit repülőszázad | Royal Aircraft Factory S.E.5 | Ismeretlen     |
| 7       | 1917. augusztus 10.  | 56. brit repülőszázad | Royal Aircraft Factory S.E.5 | Albatros D.III |
| 8       | 1917. augusztus 10.  | 56. brit repülőszázad | Royal Aircraft Factory S.E.5 | Albatros D.III |
| 9       | 1917. augusztus 22.  | 56. brit repülőszázad | Royal Aircraft Factory S.E.5 | Albatros D.V   |
| 10      | 1917. szeptember 3.  | 56. brit repülőszázad | Royal Aircraft Factory S.E.5 | Albatros D.V   |
| 11      | 1917. szeptember 5.  | 56. brit repülőszázad | Royal Aircraft Factory S.E.5 | Albatros D.V   |
| 12      | 1917. szeptember 10. | 56. brit repülőszázad | Royal Aircraft Factory S.E.5 | Albatros D.V   |
| 13      | 1917. szeptember 10. | 56. brit repülőszázad | Royal Aircraft Factory S.E.5 | Albatros D.V   |
| 14      | 1917. szeptember 30. | 56. brit repülőszázad | Royal Aircraft Factory S.E.5 | Pfalz D.III    |
| 15      | 1917. október 2.     | 56. brit repülőszázad | Royal Aircraft Factory S.E.5 | Albatros D.III |
| 16      | 1917. október 28.    | 56. brit repülőszázad | Royal Aircraft Factory S.E.5 | Albatros D.V   |
| 17      | 1917. október 31.    | 56. brit repülőszázad | Royal Aircraft Factory S.E.5 | Albatros D.III |
| 18      | 1917. október 31.    | 56. brit repülőszázad | Royal Aircraft Factory S.E.5 | Albatros D.V   |
| 19      | 1917. november 30.   | 56. brit repülőszázad | Royal Aircraft Factory S.E.5 | Albatros D.V   |
| 20      | 1917. november 30.   | 56. brit repülőszázad | Royal Aircraft Factory S.E.5 | Albatros D.V   |
| 21      | 1917. december 19.   | 56. brit repülőszázad | Royal Aircraft Factory S.E.5 | Albatros D.V   |